# Podborocze (Ukraina)
Podborocze (ukr. Підбороччя) – wieś na Ukrainie w rejonie koszyrskim obwodu wołyńskiego.